# Henri Hérouin
Henri Louis Hérouin (Congis-sur-Thérouanne, Sena i Marne, 19 de febrer de 1876 - ?) va ser un tirador amb arc francès, que va competir a cavall del segle xix i el segle xx. El 1900 va prendre part en els Jocs Olímpics de París, on guanyà la medalla d'or en la prova d'Au Cordon Doré 33 metres del programa de tir amb arc. En aquesta final superà per dos punts al belga Hubert Van Innis.
Hérouin també va guanyar en la prova del Campionat del Món, però no es considera olímpica pel Comitè Olímpic Internacional.